# نهر براسو نورتي ديريتو
نهر براسو نورتي ديريتو (بالبرتغالية: Rio Braço Norte Direito)، أو نهر سانتا كلارا، هو نهر في ولاية إسبيريتو سانتو في شرق البرازيل . وهو رافد لنهر إيتابيميريم.
يتشكل نهر إيتابيميريم بواسطة نهر كاستيلو ونهر براسو نورتي ديريتو و نهر براسيو نورتي إيسكردو، اللذين يقع مصادرهما في منتزه كاباراو الوطني.  شلال كاشويرا دا فوماسا ذو 140 متر (460 قدم) في براسو نورتي ديريتو يجتذب الآلاف من الزوار سنويا بسبب جماله الطبيعي الكبير.